# Hulevník vysoký

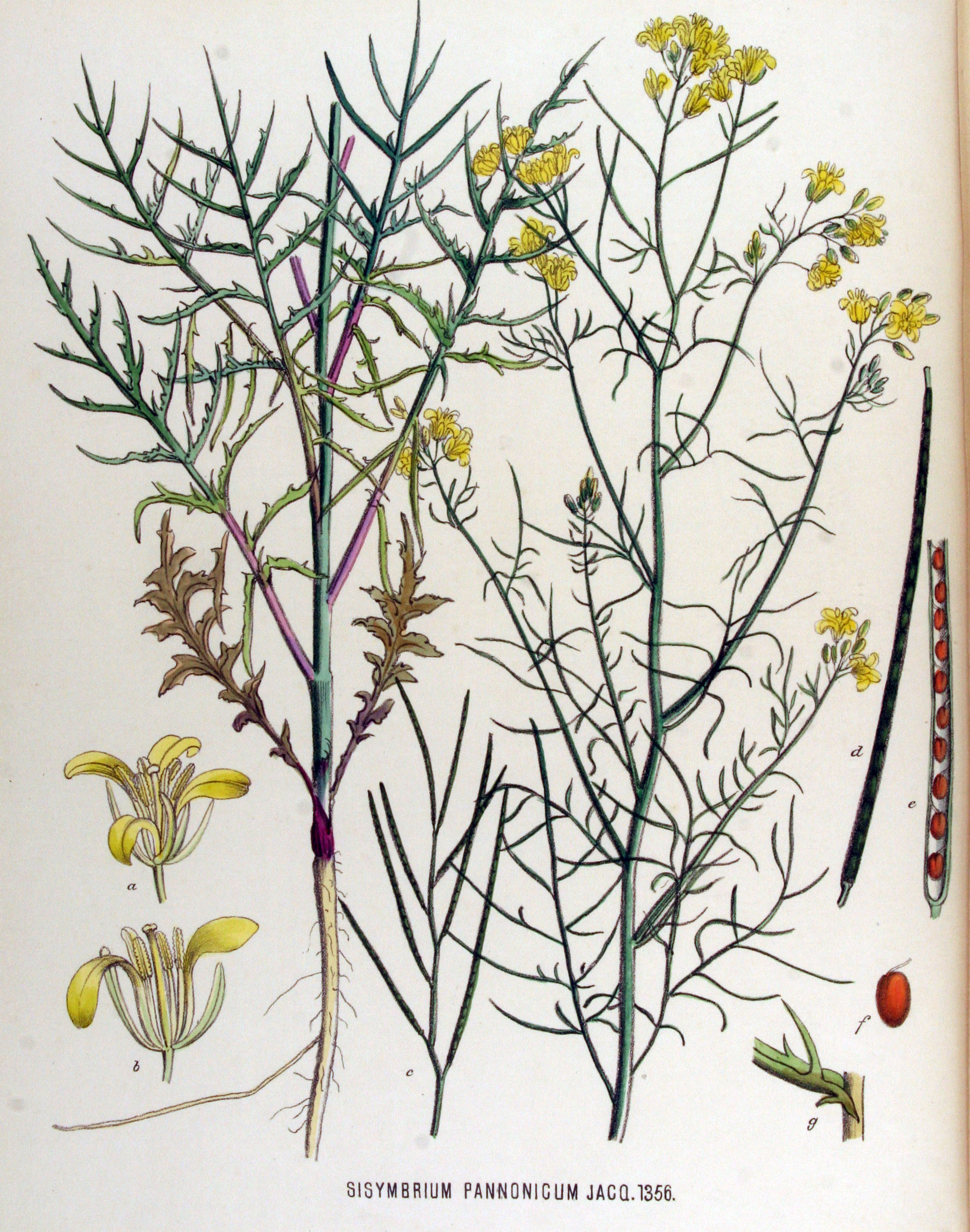
Nákres hulevníku vysokého

Hulevník vysoký (Sisymbrium altissimum), tento v České republice zdomácnělý neofyt, je vysoká, žlutě vykvétající planě rostoucí rostlina, jeden z nejvzrostlejších druhů rodu hulevník.

## Výskyt
Druh pocházející z jihovýchodní Evropy, severní Afriky a Malé Asie se postupně zabydlel téměř v celé Evropě, v okolí Kavkazu, ve Střední Asii, v Mongolsku, na severozápadě Číny i v oblastech pod Himálajem. Byl rozšířen také do Severní Ameriky a Austrálie, dostal se tam se zbožím přepravovaným přes moře.
V ČR je poměrně hojný v některých teplejších místech, v jiných se nevyskytuje vůbec nebo jen řídce. Častěji než v Česku se vyskytuje na Slovensku ((slovensky):huľavník najvyšší). Je teplomilný druh vyrůstající na prosluněných, vysýchavých, písčitých půdách zpravidla chudých na živiny a to bez ohledu na alkalitu podloží. Nejčastěji jej zle nalézt na písčitých nebo kamenitých svazích a březích řek, na rumištích, navážkách a na náspech okolo cest, mnohdy také vyrůstá v blízkosti překladišť, u nádraží nebo přístavů. Vyskytuje se jako nepříliš nebezpečný plevel v obilninách, zelinářských zahradách nebo na vinicích.

## Popis
Jednoletá bylina, méně často i ozimá, dorůstající průměrně do výše 40 až 80 cm, za velmi příznivých podmínek i přes 1,5 m. Má přímou, sivě ojíněnou lodyhu u báze silně chlupatou a výše lysou která se od poloviny rozvětvuje do větví rostoucích rozkladitě nebo vzpřímeně. Bazální listy vyrůstají v růžici a jsou obdobné jako listy vyrůstající střídavě ve spodní a střední části lodyhy, jsou s řapíky a mají 5 až 8 cm dlouhé čepele lyrovitě peřenodílné až peřenosečné s 3 až 7 páry kopinatých úkrojků. Listy v horní části lodyhy jsou kratší, mají jen malé řapíky nebo jsou zcela přisedlé, jsou peřenosečné a mají 1 až 3 nitkovité úkrojky.
Pravidelné, čtyřčetné, oboupohlavné květy žluté barvy vyrůstající na stopkách vytvářejí bohatá květenství, často je to rozvětvený hrozen ve kterém bývá do 30 květů. Úzké, rozestálé kališní lístky s průhlednými okraji, dlouhé 5 až 6 mm, vyrůstají ve dvou kruzích a prostřídávají se s obvejčitými korunními lístky, 8 až 10 mm dlouhými, které jsou za květu citrónově žluté a po odkvětu bělavé. V květu je šest čtyřmocných tyčinek s volnými nitkami a vínově červenými prašníky, vysoký zelený semeník nese tlustou krátkou čnělku s dvoulaločnou hlavičkovitou bliznou. Květy postupně rozkvétají v květnu až srpnu. Ploidie je 2n = 14.
Plody jsou šikmo odstálé, rovné nebo obloukovitě zahnuté čtyřboké až válcovité šešule, 6 až 8 cm dlouhé, nesoucí na vrcholku zbytek po suché čnělce a blizně. Šešule vyrůstají vzpřímeně nebo šikmo vzhůru na krátkých tlustých stopkách, obsahují každá po 120 a více žlutých, drobných eliptických semen o průměrné HTS asi 0,15 g.

## Rozmnožování
Hulevník vysoký se rozmnožuje pouze semeny, na jedné vzrostné rostlině může vyrůst i několik desítek tisíc semen která po dozrání zůstávají uzavřena v tvrdých šešulích které se otevírají až v průběhu podzimu a zimy. Když semena navlhnou jsou lepkavá a snadno ulpívají na peří ptáků nebo kožešinách zvířat jakož i na strojích obdělávajících půdu nebo projíždějících okolo. Navíc byla prokázána jejich dlouhodobá klíčivost a klíčí i z hloubky. Nové rostlinky vzcházejí po vysemenění převážně až na jaře příštího roku a jen ojediněle již na podzim.